# Hemmesdynge kyrka
S:t Maria kyrka i Hemmesdynge är en medeltida stenkyrka uppförd i början av 1200-talet och  tillhörig Källstorps församling  i Lunds stift.

## Kyrkobyggnaden

### Ursprunglig kyrkoplan och byggnad

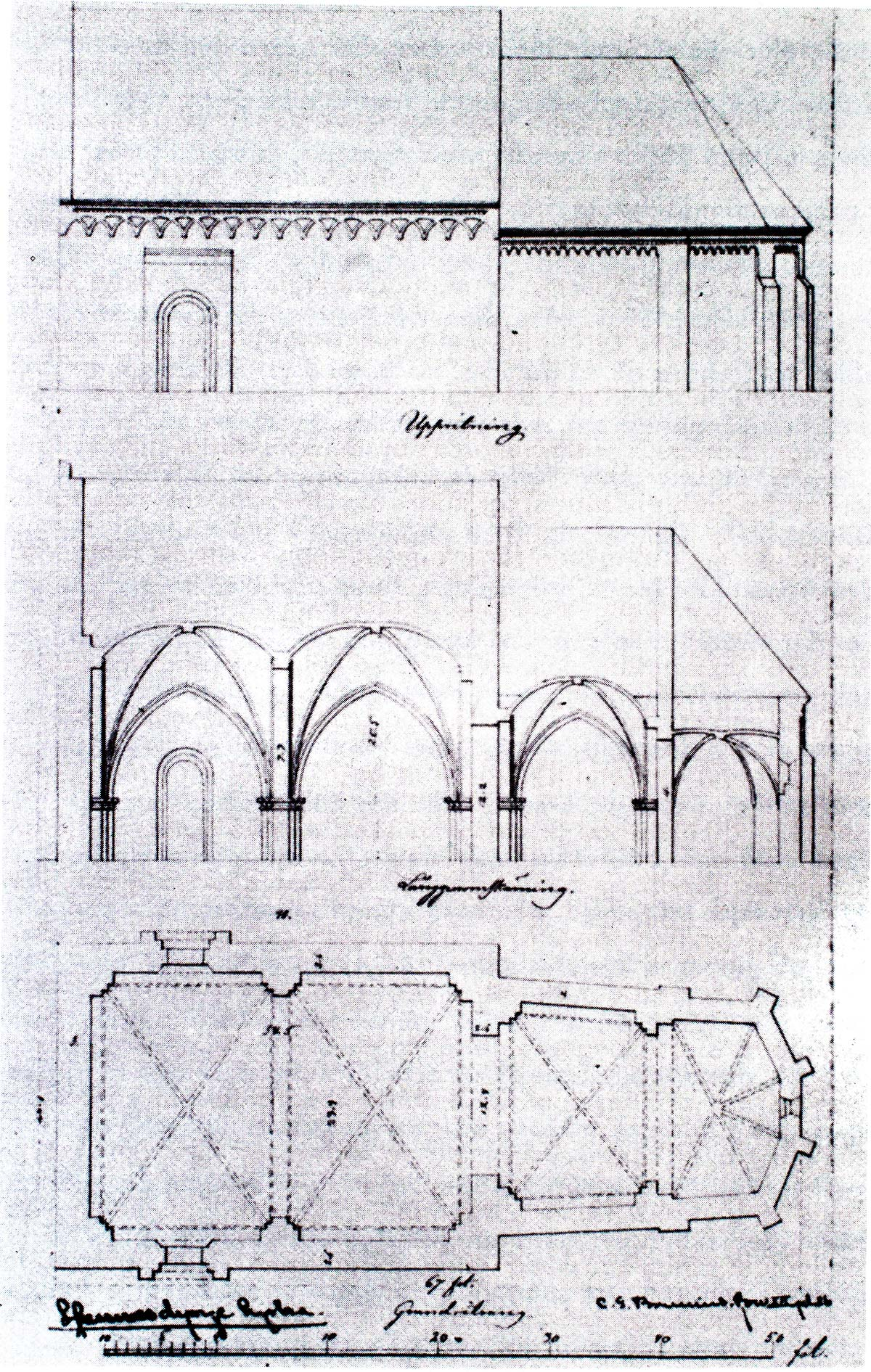
Avritning S:t Maria kyrka, Hemmesdynge 1849

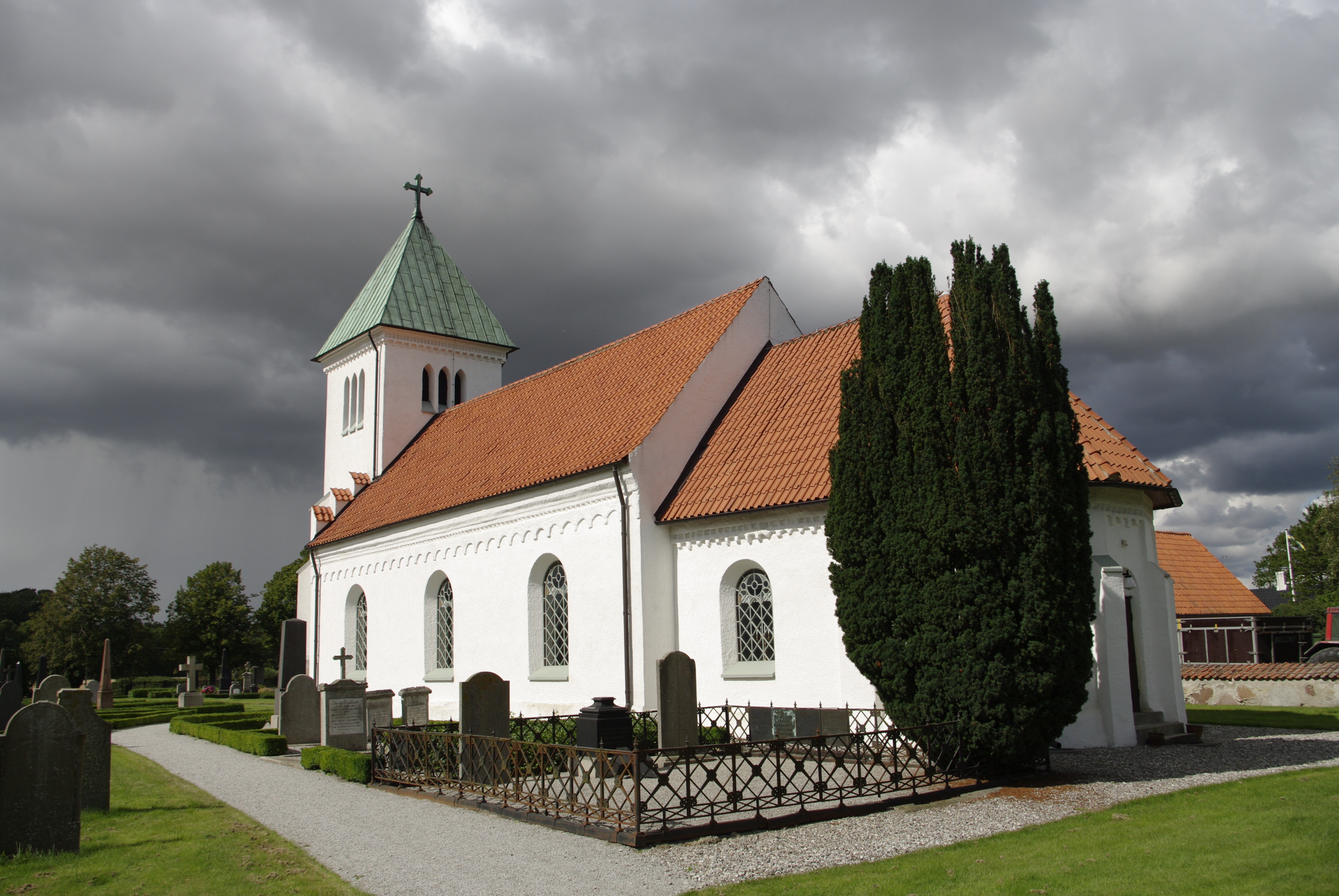
Hemmesdynge kyrka

Den ursprungliga kyrkan uppfördes efter romansk kyrkoplan med ett långhus samt ett något smalare kor med absid och orienterad i öst-västlig riktning med koret i öster. Huvudparten av den ursprungliga kyrkan är bevarad i nuvarande kyrkobyggnad.
I samband med en omputsning av kyrkan 1986 gjordes en antikvarisk murverksundersökning som visade att den ursprungliga delen av långhuset uppförts samtidigt med koret och kan dateras till början av 1200-talet.
Murverket består av handslaget tegel i munkförband utan genomgående rytm som är murade i ett mycket fett kalkbruk. Två ingångsportaler fanns, en på långhusets södra sida, vid det som nu är mittersta fönstret, och en motsvarande på norra sidan. Det fanns även ett mindre, högt placerat, fönster på vardera av långhusets sidor.
Vid murverksundersökningen fann man ovanpå teglet rester efter en brungul slamning med spår av rödavfärgad kalk samt på långhusets norra sida grå bemålning imiterande kvaderstenshörnkedjor.

Valven i kyrkans inre har tillkommit senare, troligen under 1400-talet, i övrigt synes kyrkan i stort sett behållit sitt ursprungliga utseende fram till mitten på 1800-talet. Hur den såg ut finns bevarat genom den på uppdrag av domkyrkoarkitekt C. G. Brunius gjorda  avritningen 1849.

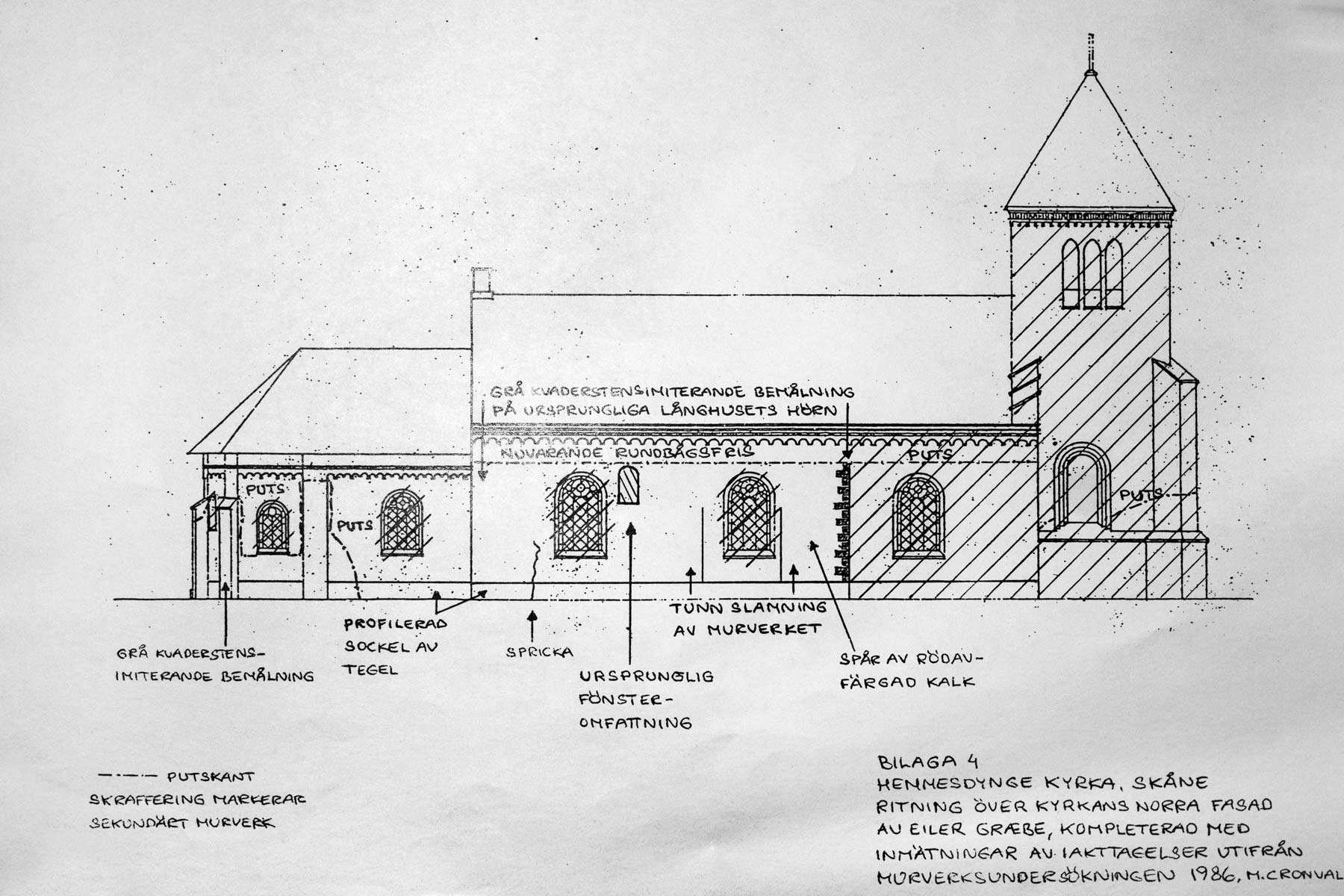
Norra sidan, antikvarisk murverksundersökning 1986

### Om- och tillbyggnad 1853–1854
En utbyggnad av kyrkan hade sedan länge diskuterats och vid mitten av 1800-talet kom planerna att realiseras under ledning av dåvarande kyrkoherden Johan Hindbeck.
Vid ombyggnaden utvidgades långhuset med en travé i väster och i anslutning till den ett klocktorn. De förändringar som gjordes på den gamla kyrkan var att västra gaveln revs samt att långhusets ingångsportaler sattes igen och nya fönster upptogs på långhus och kor. Invändigt höjdes golvet i västra delen och kyrkan finputsades invändigt varvid de medeltida målningar som troligen har funnits förstördes.
Att så stor del av den gamla kyrkan trots allt bevarades får nog till stor del tillskrivas domkyrkoarkitekt C. G. Brunius som på det högsta avrådde en ombyggnad av den som han ansåg "vara ibland de bästa och märkvärdigaste gamla kyrkor på orten", och i synnerhet koret ”varav endast ett sådant till skall finnas i Sverige”.
Kyrkan stängdes för ombyggnad den 24 april 1853 och återinvigdes 1 oktober 1854.
Reparation 1874

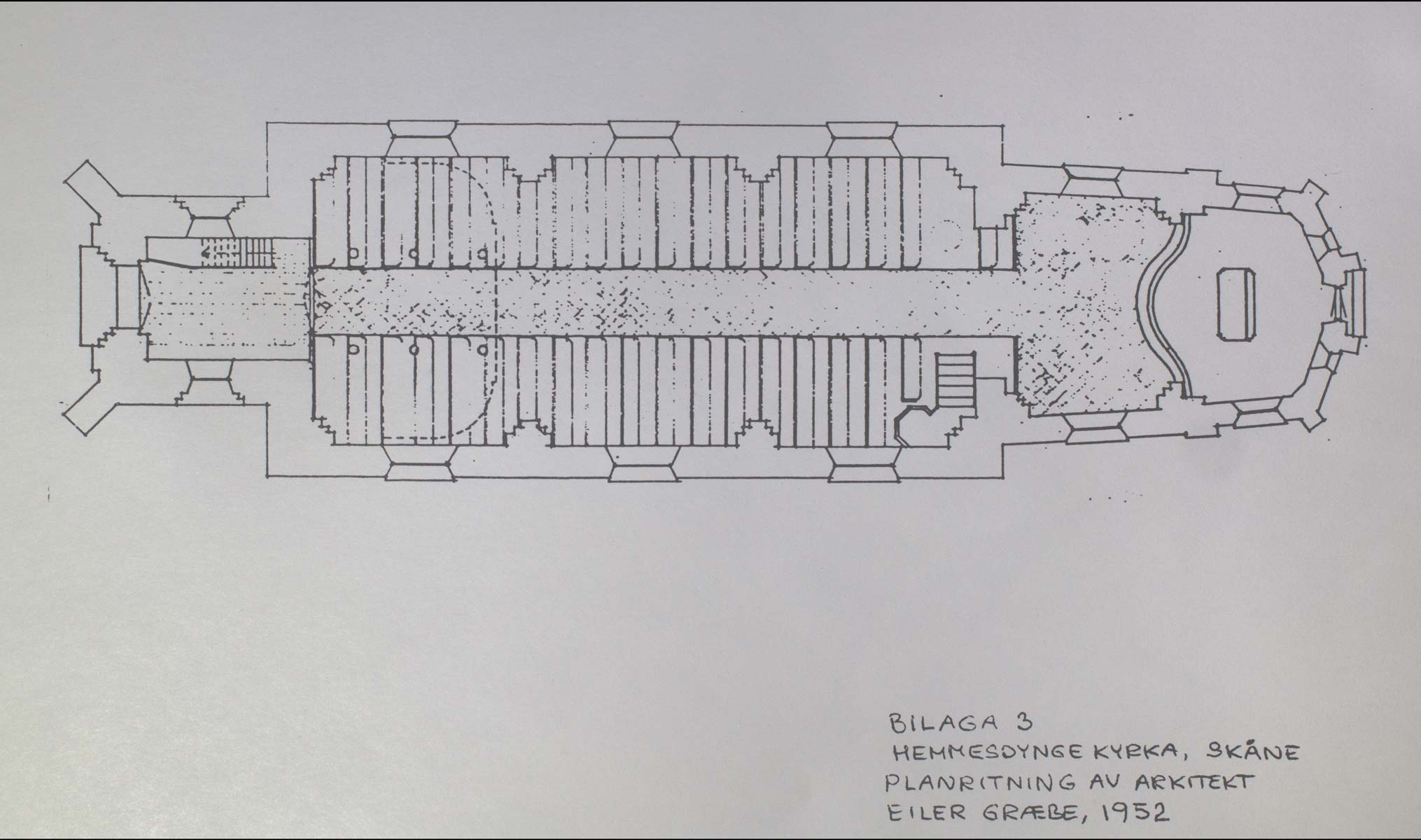
Planritning 1952

År 1874 bestämdes att en reparation av kyrkan skulle utföras. Nya takstolar skulle uppföras och ett nytt plåttak läggas över koret. En entreprenadauktion för arbetet annonserade kyrkorådet via pastorn Christian Heideman om i juni 1874. Arbetet beräknades kosta 1000 rdr.

### Inre renovering 1901
En större inre renovering av kyrkan genomfördes under 1901. De gravhällar som utgjort golv i mittgång och i kor togs bort och ett nytt golv lades av gjutna cementplattor i mosaikmönster. Samtliga bänkar ersattes med nygjorda och ett brädgolv lades under bänkarna samt att de tidigare fönsterbågarna i trä byttes mot nya i gjutjärn. Men den mest påtagliga förändringen var att hela kyrkan dekorationsmålades invändigt i nygotisk stil. Arbetet utfördes av en dekorationsmålare  P. Cederholm.
Förra sekelskiftets förändring av kyrkan med helt annorlunda bänkar än tidigare, cementplattor på golven och dekorationsmålningen av kyrkans inre var ett resultat av den tidens smakideal som satt sin prägel på kyrkan och några större förändringar har inte skett sedan dess.

### Inre renovering 1959–1960
Under ledning av domkyrkoarkitekt Eiler Graebe påbörjades maj 1959 en inre renovering av kyrkan. Golvet i långhuset bröts upp och sänktes till samma nivå som vapenhuset varvid golvet i koret kom att ligga ett steg högre. Koret och långhusets mittgång fick ett nytt golv av rött tegel. Det mest omfattande arbetet var en ommålning av kyrkans inre där dekorationsmålningen på väggar och valv i stort sett följer samma utförande som den uppgjorda målningen från sekelskiftet i gotisk stil. Arbetet var slutfört hösten 1960 och kyrkan kunde återinvigas söndagen den 23 oktober samma år.

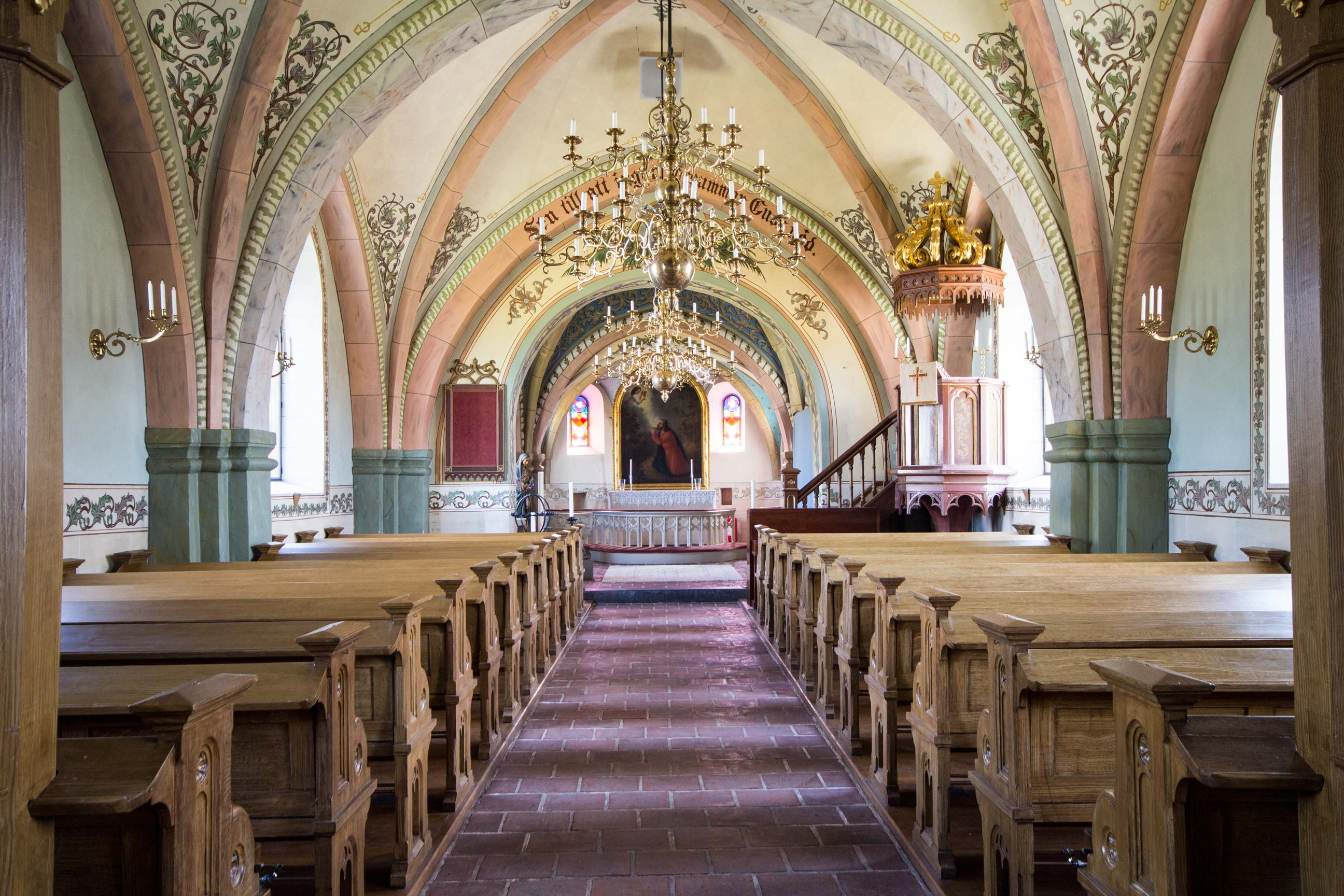
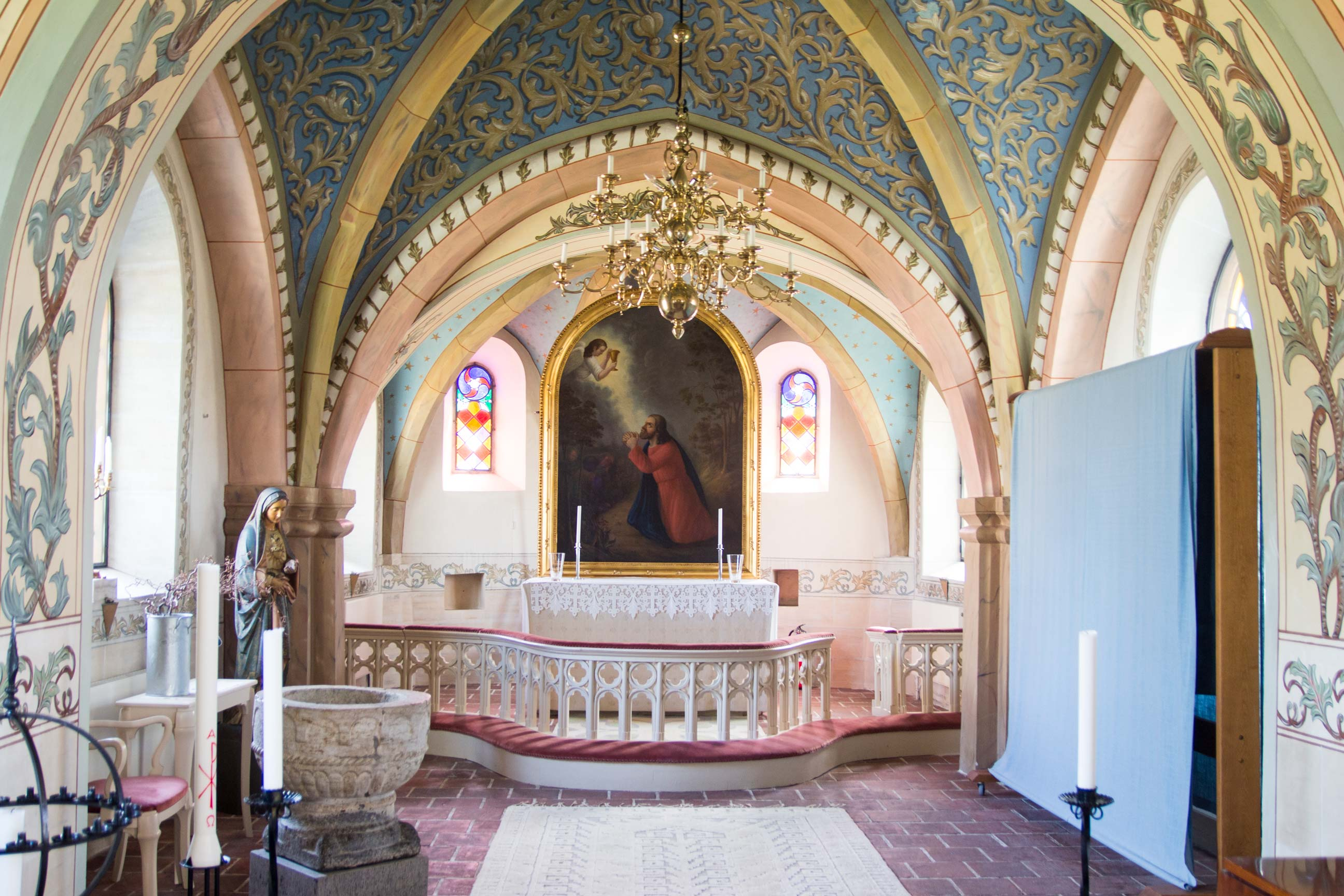
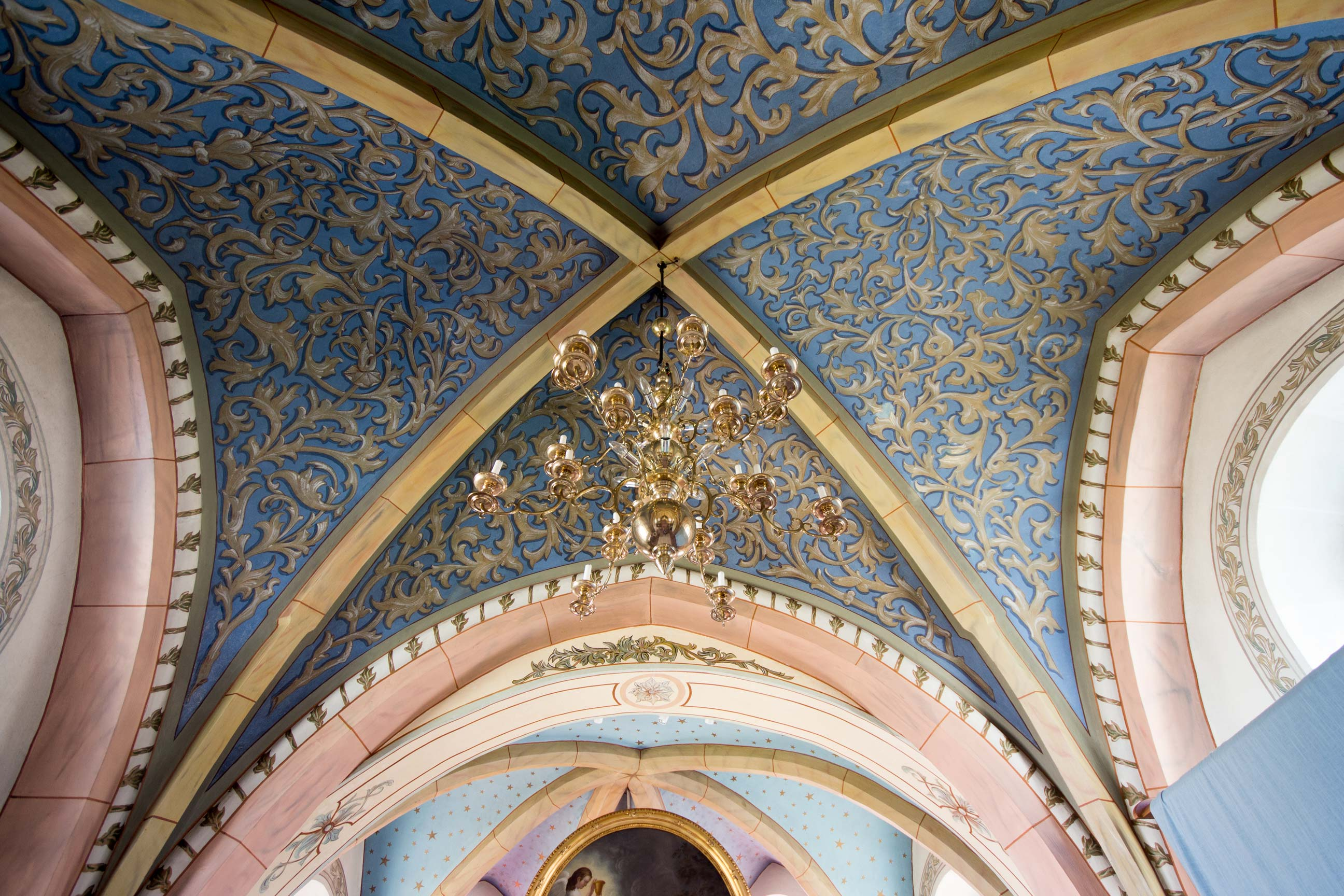
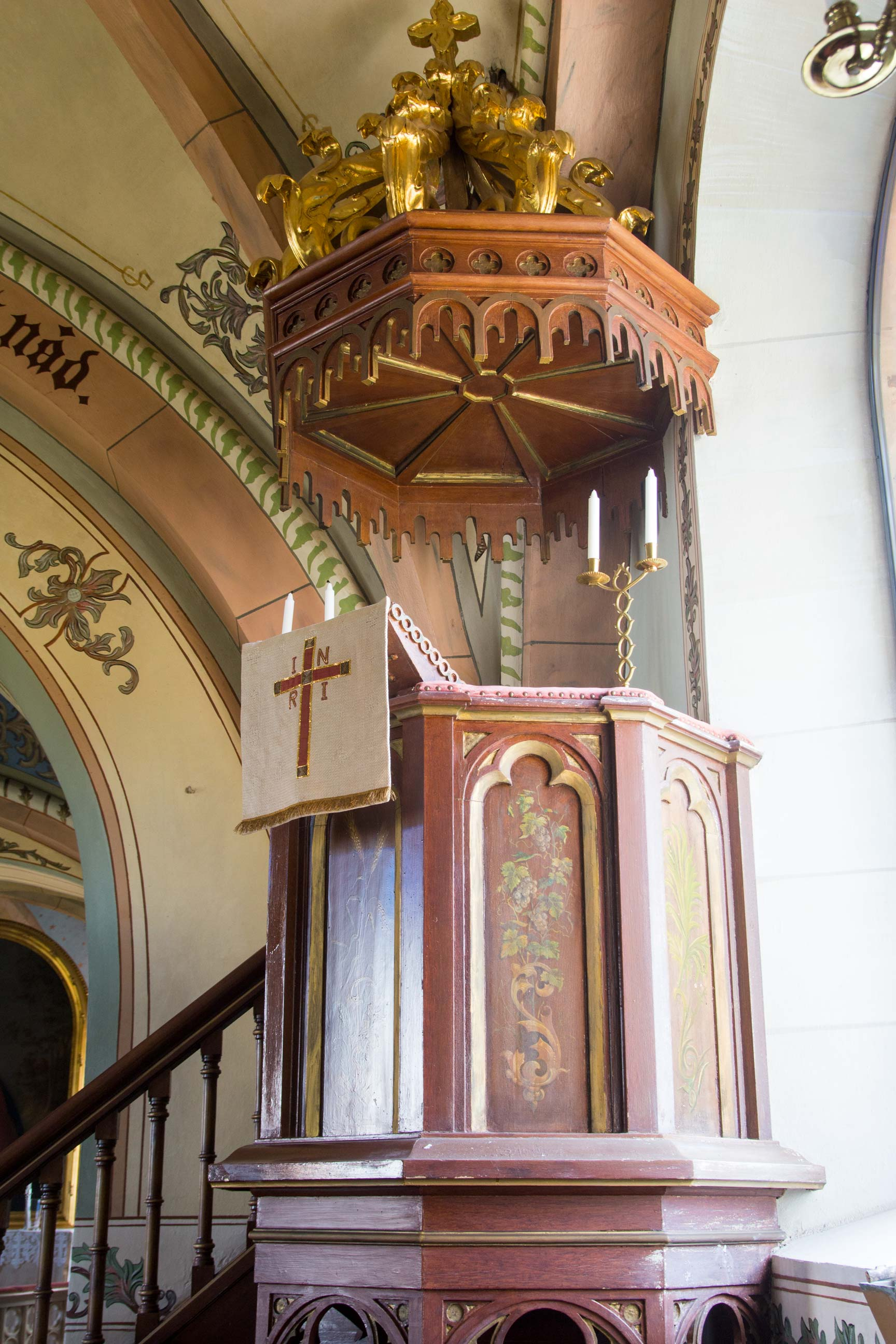

## Inventarier

### Dopfunt och dopfat
Dopfunten i sandsten är samtida med kyrkans äldsta delar. Dopfatet i mässing från 1600-talet med ciselerad frukt- och bladornamentik. Dopskål från 1905 i nysilver.

### Altartavla
Motivet är Jesus bedjande i Getsemane och målningen utfördes av C. G. Dahlberg år 1862 mot en ersättning av trehundra riksdaler silvermynt. Målningen är inte helt lyckad och har fått kritik  för ett klumpigt utförande, särskilt Frälsarens ansikte som liknats vid en ”bovs fysionomi”.

### Mariabilden
Utförd i Italien troligen under första halvan av artonhundratalet. Bilden har tillhört en holländsk kyrka men kom i tyskarnas händer under andra världskriget för att sedan på okända vägar föras till Sverige. Inköpt på ett antikvariat i Malmö av anonym givare och skänkt till församlingen i samband återinvigningen 1960.

### Svenska riksvapnet i vapenhuset
Karl XII:s  hjärtvapen är den pfalziska skölden, fyrdelad, med hjärtsköld: hjärtskölden (Pfalz) svart, med upprätt krönt gyllene lejon, fält 1 Bayerns snedrutor, blått och vitt (silver), fält 2 Jülichs svarta lejon å guld, fält 3 Kleves lilla silversköld med sex (åtta) därifrån utspringande gyllene liljestänglarna i rött fält 4 Bergs röda lejon med blå krona i vitt (silver) fält. Sköldhållare är två krönta lejon och nedtill finns Karl XII:s namnchiffer och årtalet 1698 samt inskriften: ”Fruchtar Gudh Ährer Konungen”.  Riksvapnet är skuret i trä på bildhuggare Johannes Andreas verkstad i Malmö och målat av Trued Månsson i Skivarp.

### Orgel
- 1857 byggde Johan Lambert Larsson, Ystad en orgel med 14 stämmor.
- Den nuvarande orgeln byggdes 1930 av A. Magnussons Orgelbyggeri AB, Göteborg och är en pneumatisk orgel. Det finne en gemensam svällare för hela orgeln. Orgeln har även fria och fasta kombinationer och automatisk pedalväxling.1960 omdisponerades den av samma fir

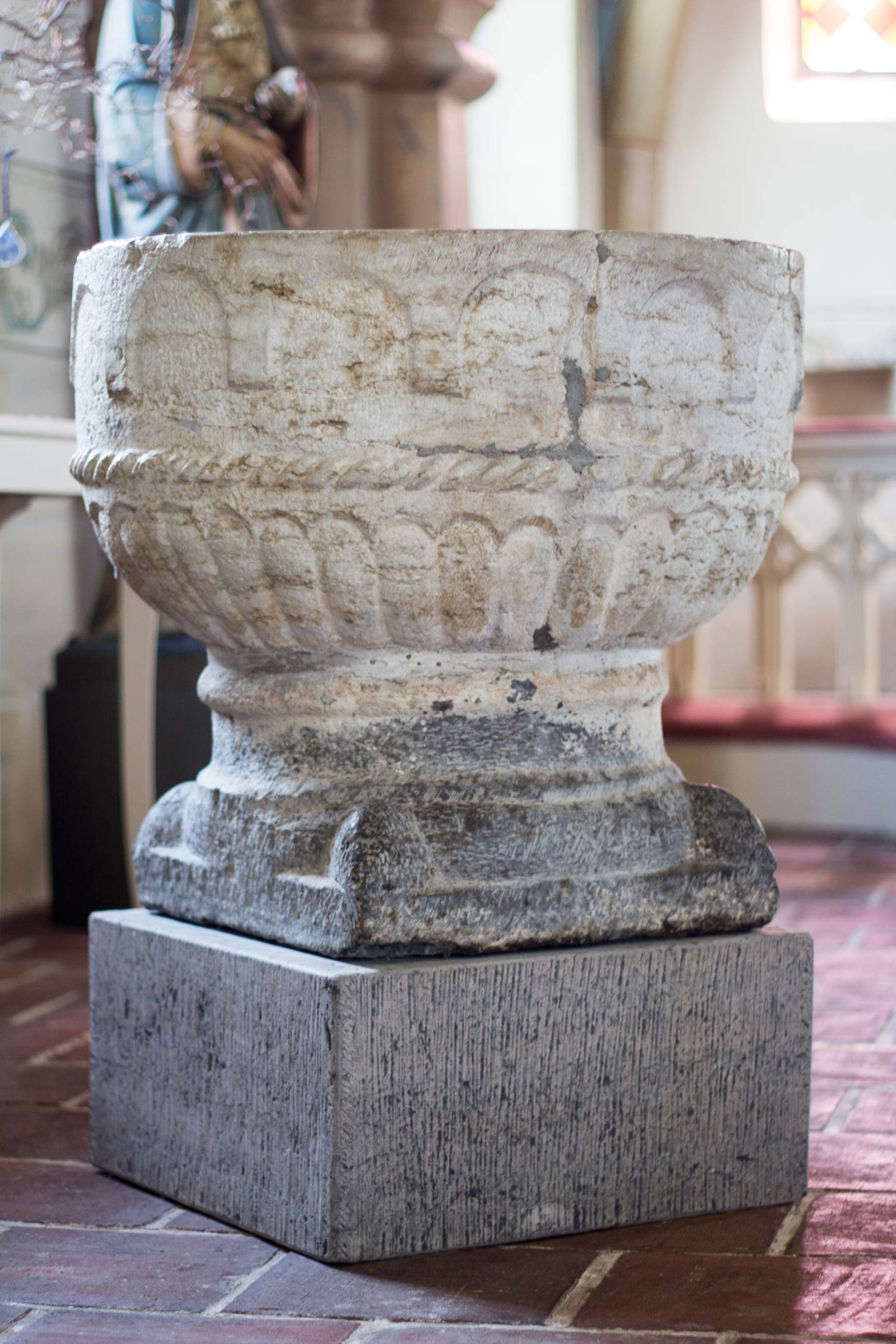
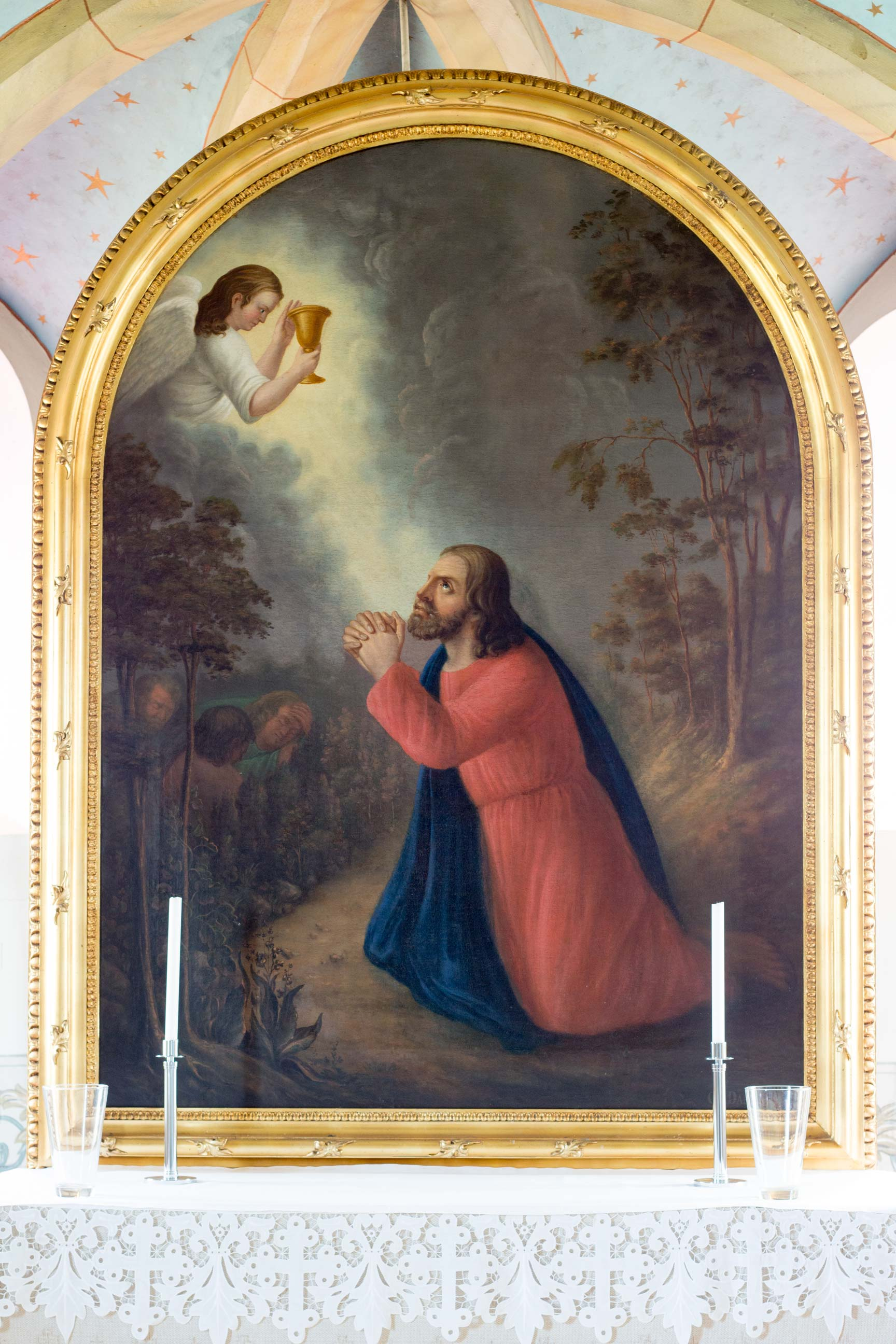
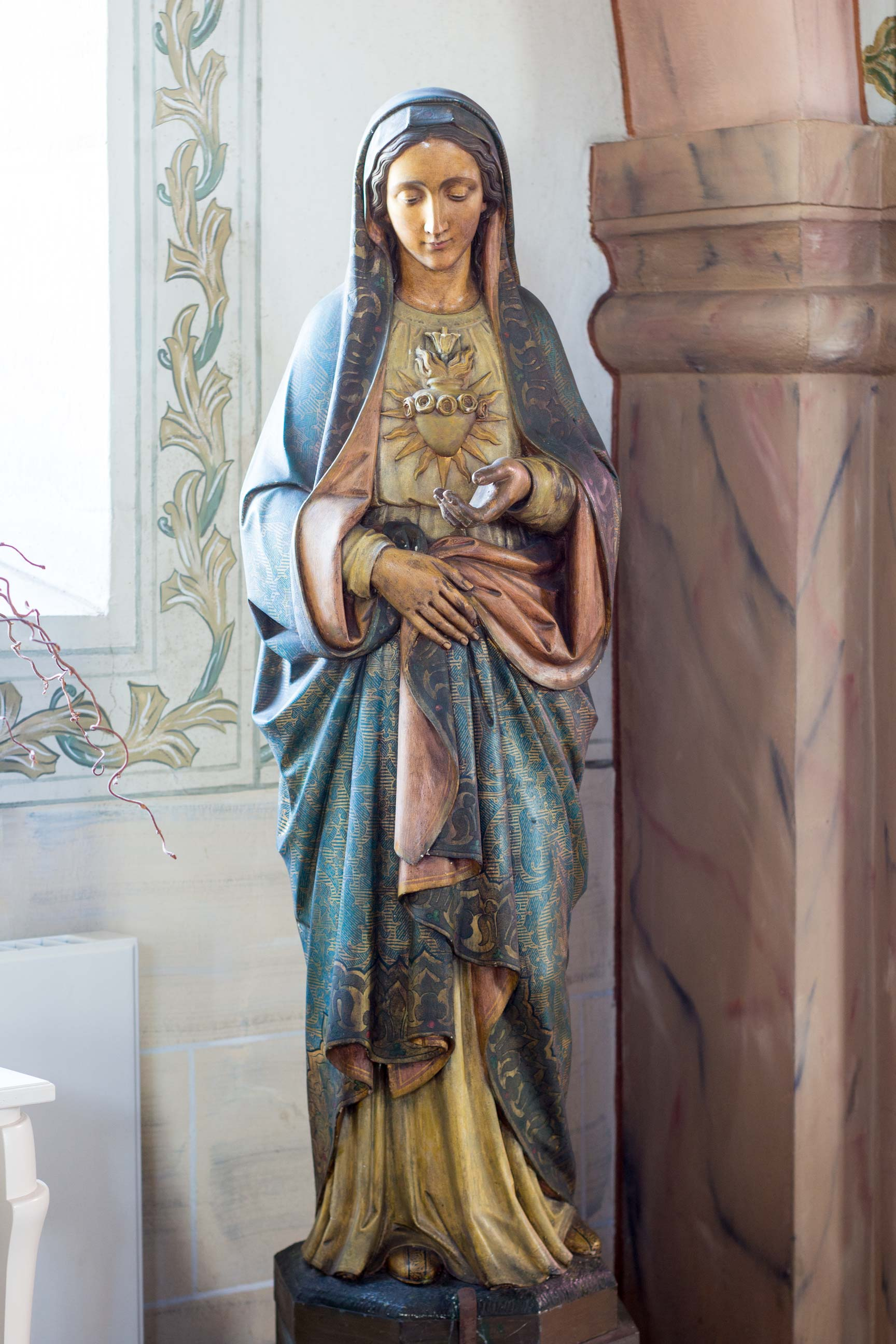
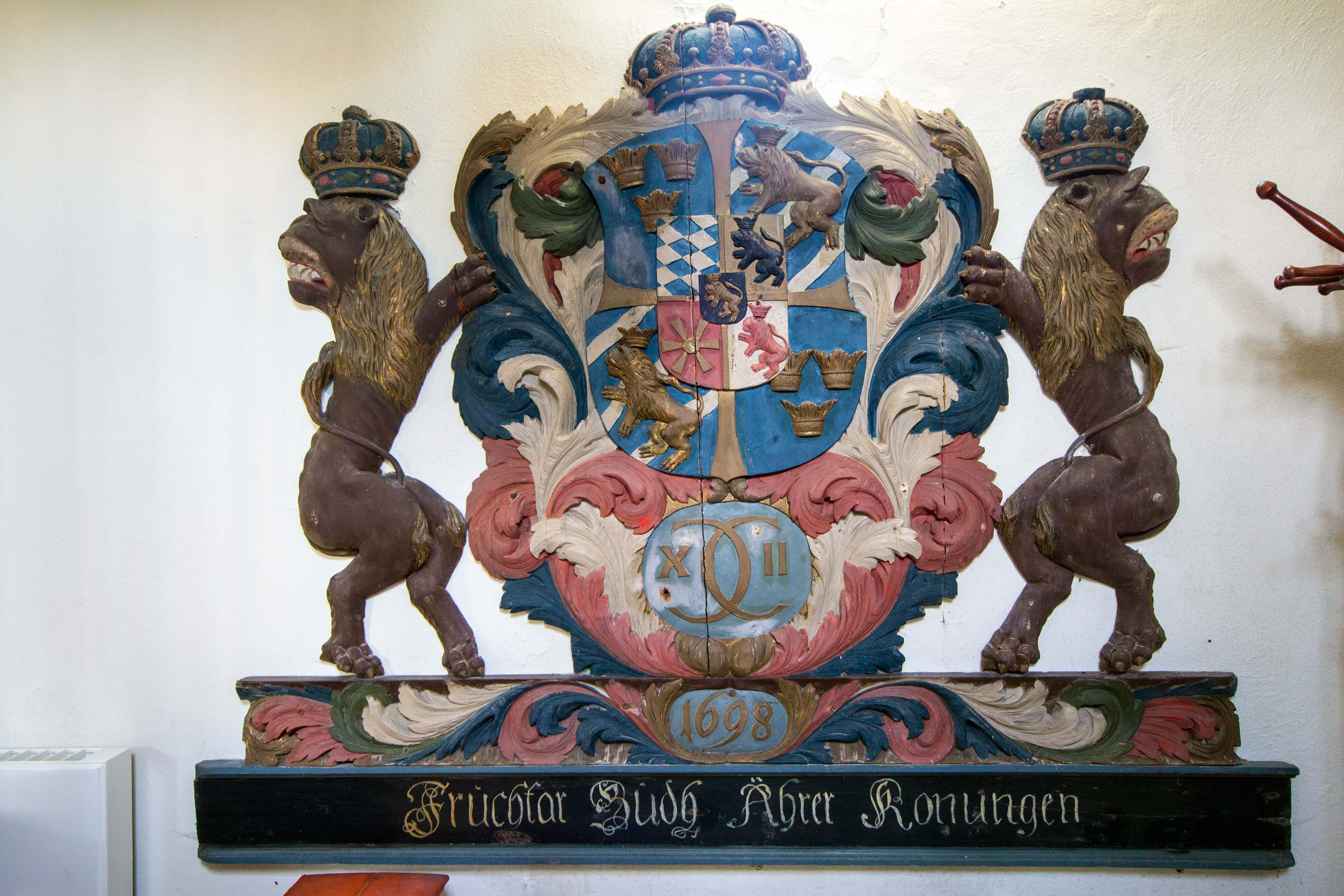
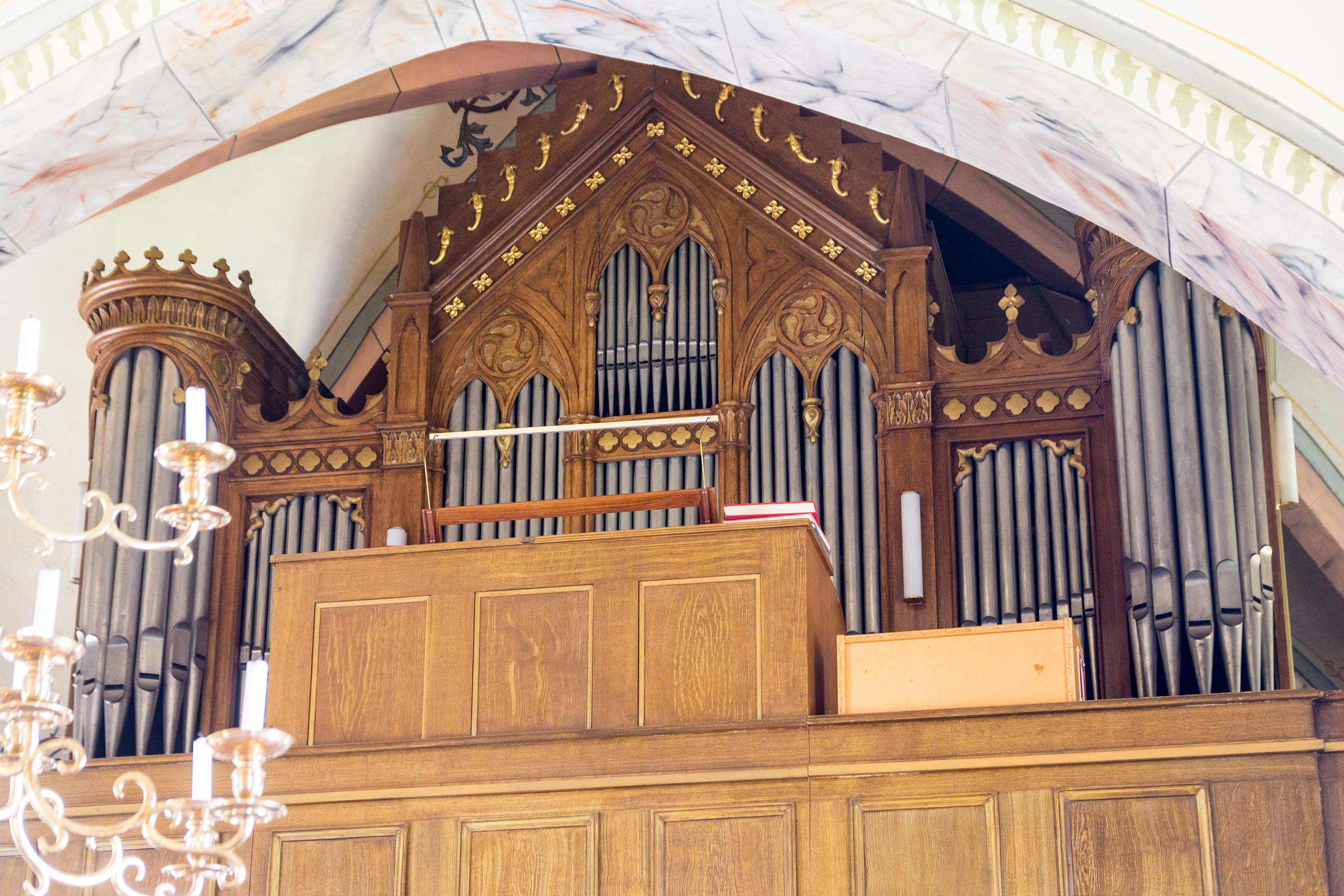

| Manual I          | Manual II   | Pedal      | Koppel    |
| Borduna 16´       | Rörflöjt 8´ | Subbas 16´ | I/P       |
| Principal 8´      | Fugara 8´   | Gamba 8´   | II/P      |
| Flöjt Harmonik 8' | Gemshorn 4' |            | II/I      |
| Gamba 8'          | Svegel 2'   |            | I 4'/I    |
| Oktava 4'         |             |            | II 16'/II |
| Cornett 4 chor    |             |            |           |

## Series pastorum
- Herr Jörgen omnämnd 1541
- Theophil Hansen omnämnd 1584
- Gudmand Truedsen omnämnd under åren 1590–1620
- Peder Gudmandsen omnämnd under åren 1624–1626
- Mads Jensen 1632–cirka 1641
- Jens Jensen 1641–1674
- Peter Sörensson Grönbeck 1674–1684
- Johan Johansson 1684–1719
- Jöns Brunbeck 1719–1748
- Michael Uppendick 1749–1755
- Jöns Murbeck 1757–1789
- Sven Thunborg 1790–1808
- Per Valentin Wadstein 1809–1829
- Johan Daniel Hindbeck 1830–1867
- Christian Heideman 1868–1882
- August Ludvig Christofer Sjöberg 1882–1891
- Johan Emil Östergren 1892–1912
- Carl Ove Paul Hesselgren 1912–1929
- Carl Johnny Albin Arenheim tf. 1928–1932
- Gustav Agathon Fredlund 1931–1950
- Stig Sivenius 1951–1973

## Övrigt
På kyrkogården innanför muren vid sydöstra ingången finns det en gravsten som beskriver hur Mätta Larsdotter sju dagar efter sin död födde ett dött barn. Texten på stenen lyder:
| LEFDE TRULS OLSSONS OCH HANS K. HUSTRU MÄTTA LARSD. SON DÖDE D. 7 SET 1781 LEFDE 38 ÅR DEN MOR SOM HÄR SIN HVILA HAR VAR HAFVANDE MED EN SON DÅ OFÖRLÖST HON DÖDDE 7 DAGAR EFTER AT HON HONOM DÖD FRAM FÖDDE TIL DUBBEL SORG FÖR MAN OC FAR DÅ AF DEN HÄNDELSE SÅ MÅNGA BLIFVIT RÖRDA LÄR ÄFVEN LÄSAR DU FÖRSYNENS STYRSEL VÖRDA |

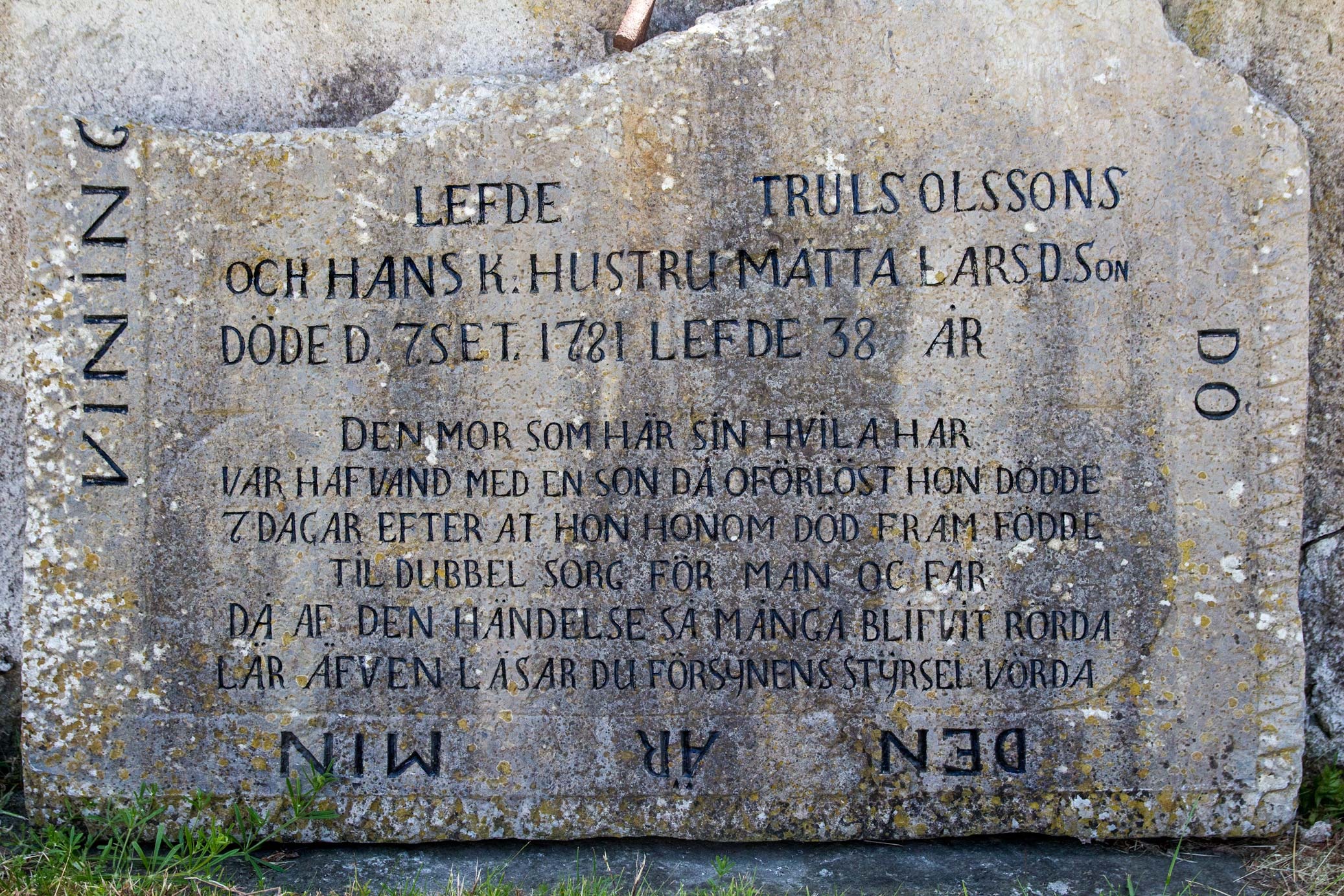